# Idiocyttara
Idiocyttara is een geslacht van vlinders van de familie visstaartjes (Nolidae), uit de onderfamilie Nolinae.

## Soorten
- I. tornotis Meyrick, 1887